# Clan Crisafulli
I Crisafulli sono un clan mafioso di Milano, originario della Sicilia, insediato nel quartiere di Quarto Oggiaro. Sono considerati il tramite tra 'ndrangheta e Cosa nostra in Lombardia.

## Anni '60
Biagio Crisafulli, nato il 23 febbraio 1955, a Comiso (Ragusa). La famiglia emigra a Milano nel 1958. Frequenta la prima elementare al Giambellino, poi nel 1961 si trasferisce nelle case popolari di Quarto Oggiaro.

## Anni '70
Nel 1973, primo arresto di Biagio Crisafulli, poi evaso dal carcere minorile Beccaria.
Poi la gavetta, sotto la protezione di don Ciccio Scaglione, braccio destro di Gerlando Alberti.

## Anni '80
Nel 1984 don Ciccio finisce in carcere e gli affari passano a Biagio Crisafulli, detto «dentino».

## Anni '90
Nel 1994 l'operazione "Terra Bruciata" colpisce duramente il clan Crisafulli. Biagio Crisafulli, definito dalla stampa il "re di Quarto Oggiaro", viene catturato nel 1995 a Nizza. Rilasciato su cauzione, è arrestato il 18 febbraio 1998 a Parigi. Viene condannato a 66 anni e 6 mesi.
Lucia Friolo, moglie di Biagio Crisafulli prende le redini ed esegue gli ordini del marito dal carcere, che di fatto continua la sua attività criminale. Riceve da Domenico Palazzolo la quota di denaro ricavata dalla vendita dello stupefacente spettante al marito. Ugualmente Daniela D'Orsi, moglie di Alessandro Crisafulli, fratello minore di Biagio. Perciò vanno entrambe agli arresti domiciliari.

## Anni 2000

### 2006
Biagio Crisafulli da 7 anni carcerato, guidava il clan dal carcere con pizzini elettronici. La polizia ha sequestrato il tesoro del boss di Quarto Oggiaro proveniente da usura, droga, riciclaggio, bloccati beni per 4 milioni e mezzo di euro. La moglie Lucia Friolo percepiva almeno 16.000 euro al mese però il figlio più piccolo riceveva il sussidio di povertà per la mensa scolastica.
Nel 2006 i carabinieri intercettano una conversazione fra l'allenatore dell'Inter, Roberto Mancini, e il sarto della squadra nerazzurra, Domenico Brescia. Quest'ultimo negli anni Ottanta avrebbe chiesto l'intervento di Biagio e Alessandro Crisafulli per fare pressione su Rocco Carbone, un pregiudicato che aveva provato a estorcere denaro al sarto. A novembre è arrestato a Palma di Maiorca il braccio destro di Biagio Crisafulli, Marco del Vento (detto "Dottore"), durante l'operazione "Non ti vedo". Un mese dopo è stato ritrovato il cadavere di Vincenzo Morelli (detto "Spadino"): per il suo omicidio sono state condannate nove persone, tra cui Biagio e Alessandro Crisafulli.

### 2008
Nel 2008 Biagio Crisafulli pubblica il libro "I figli del Ghetto".
Quarto Oggiaro è rimasto libero per poco tempo, il posto dei Crisafulli è stato occupato dai clan Tatone, guidato dai fratelli Emanuele e Pasquale - poi assassinati nell'ottobre del 2013 dal palermitano Antonino Benfante, per motivi legati al controllo dello spaccio di stupefacenti a Quarto Oggiaro -, dalla 'ndrina Carvelli di Petilia Policastro e dai narcotrafficanti Castriotta e Filisetti, che sono finiti in galera. Quindi da Bruzzano è arrivato il turno dei Flachi.

## Anni 2010

### 2014
Alessandro Crisafulli negli anni Ottanta e Novanta gestiva da Quarto Oggiaro - assieme al fratello Biagio - lo spaccio di stupefacenti sulla piazza di Milano; ha commesso omicidi e si è seduto al tavolo della cupola milanese. Dopo essere stato arrestato e dopo tanti anni di carcere, Alessandro Crisafulli ha scelto la via della collaborazione di giustizia.